# Gyújtópontban
A Gyújtópontban album az Ossian zenekar 2000-ben megjelent kilencedik nagylemeze. Ezen az anyagon csatlakozott az Ossianhoz az egykori Sámán-gitáros Wéber Attila. A lemez CD-változata Magyarországon elsőként slipcase digipak formában jelent meg.
Az album "garázs" hangzásával sem a zenekar, sem a rajongótábor nem volt megelégedve utólag. Ennek eredménye, hogy a későbbi Ossian lemezeken rendre felbukkan bónuszként egy-egy Gyújtópontban-albumos dal újravett változata.

## Dalok
1. Gyújtópontban – 3:30
2. Rock 'n' roll démon – 3:26
3. Élő sakkfigurák – 3:36
4. Hűség – 4:14
5. Elveszett angyalok – 3:20
6. Ha másnak születtem volna – 3:16
7. A nagy kérdés – 3:27
8. Ossian-himnusz – 3:17
9. Dicsőségre ítélve – 3:11
10. Az Éj királya – 3:45
11. Megváltás nélkül – 3:13
12. Dr. Rock – 2:44
13. Harc a gonosszal – 3:31
14. Az lesz majd a nap – 3:02 
(Kovács T. P., Bencsik S. és Radics B. tiszteletére)

## Zenekar
- Paksi Endre – ének
- Rubcsics Richárd – gitár, vokál
- Wéber Attila – gitár, akusztikus gitár, vokál
- Jakab Viktor – basszusgitár, vokál
- Hornyák Péter – dobok

## Külső hivatkozások
- Az Ossian együttes hivatalos honlapja